# Język sirenicki
Język sirenicki (jupik sirenicki, sygnik) – wymarły język z rodziny eskimo-aleuckiej, używany w Federacji Rosyjskiej (we wsi Sireniki i okolicach na Półwyspie Czukockim). 
W 1930 r. miał ok. 30 użytkowników, w 1990 r. Nikołaj Wachtin naliczył już tylko cztery kobiety w podeszłym wieku, które posługiwały się jeszcze sirenickim. Ostatnią znaną osobą biegle mówiącą tym językiem była Vyjye (Valentina Wye), która zmarła w styczniu 1997 r.

## Klasyfikacja
Sirenicki jest przedstawicielem rodziny języków eskimo-aleuckich. Jednak jego dokładna klasyfikacja genealogiczna nie została jeszcze ustalona, uważany jest za jeden z języków jupik. Niektórzy twierdzą, że język sirenicki jest pozostałością po trzeciej grupie języków eskimoskich, oprócz języków jupik i inuickich. Wykazuje wpływy języka czukockiego.